# Alekseyevka, Quba

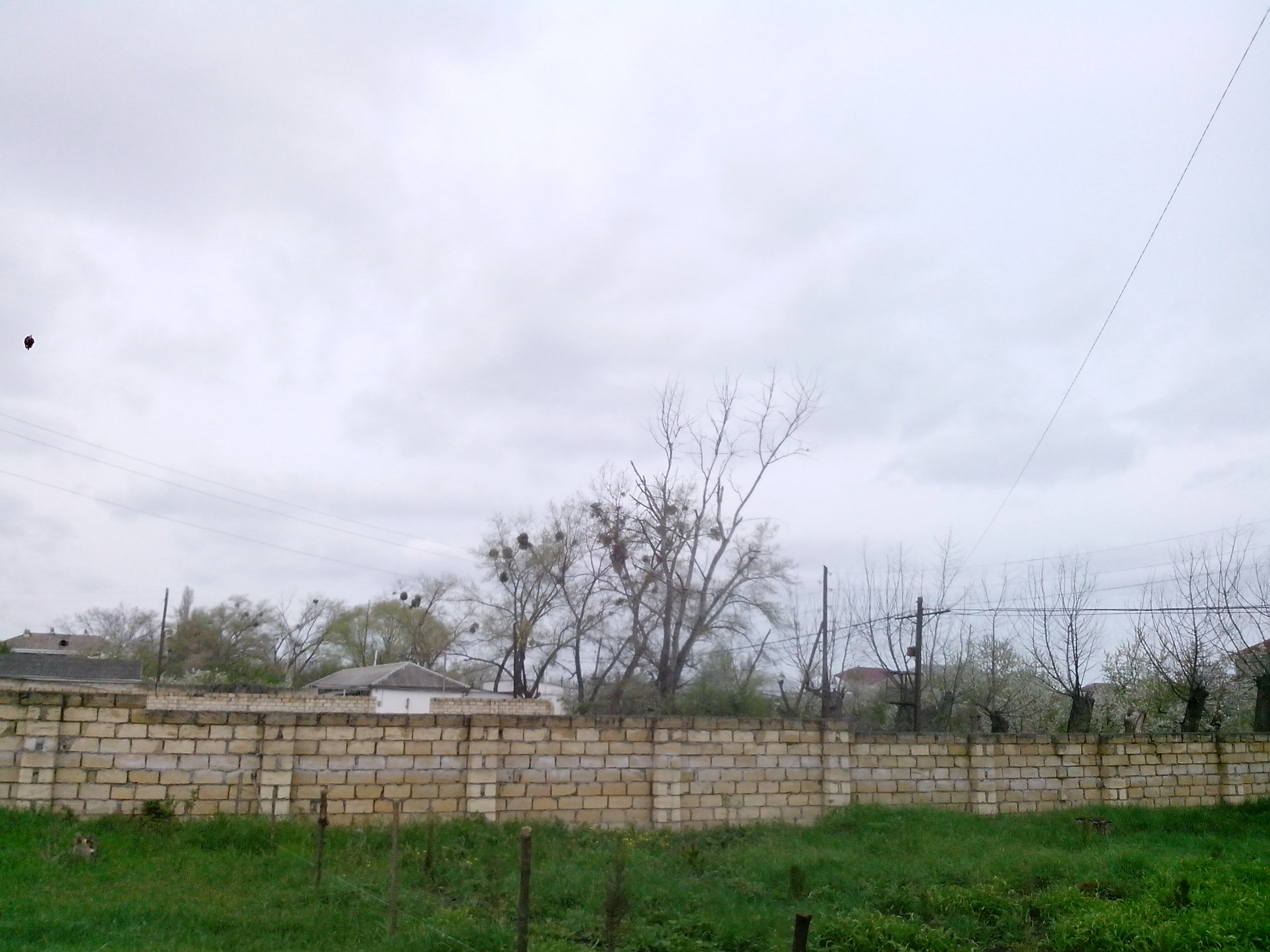

Alekseyevka là một ngôi làng và đô thị ở vùng Quba của Azerbaijan. Vào giữa thế kỷ XX, ngôi làng lân cận Kozlyakovka đã được sáp nhập vào thành phố Andreasseyevka và bây giờ hình thành nên ngôi làng phía nam của thành phố..